# Meteora (Albertus Magnus)
Meteora ist eine Schrift des mittelalterlichen Gelehrten und Dominikaners Albertus Magnus. Es handelt sich um einen Teil der umfangreichen Bearbeitung der Werke des Aristoteles, die er zwischen 1250 und 1270 erstellte. Seine lateinische Schrift beruhte auf den erst seit einigen Jahrzehnten vorliegenden Übersetzungen aus dem Altgriechischen oder Arabischen. Albertus Magnus wurde damit in einer Zeit, in der um die Vereinbarkeit des aristotelischen Weltbildes mit dem tradierten christlichen gerungen wurde, zum Mitbegründer der mittelalterlichen christlichen Aristotelik.